# アレシボ天文台

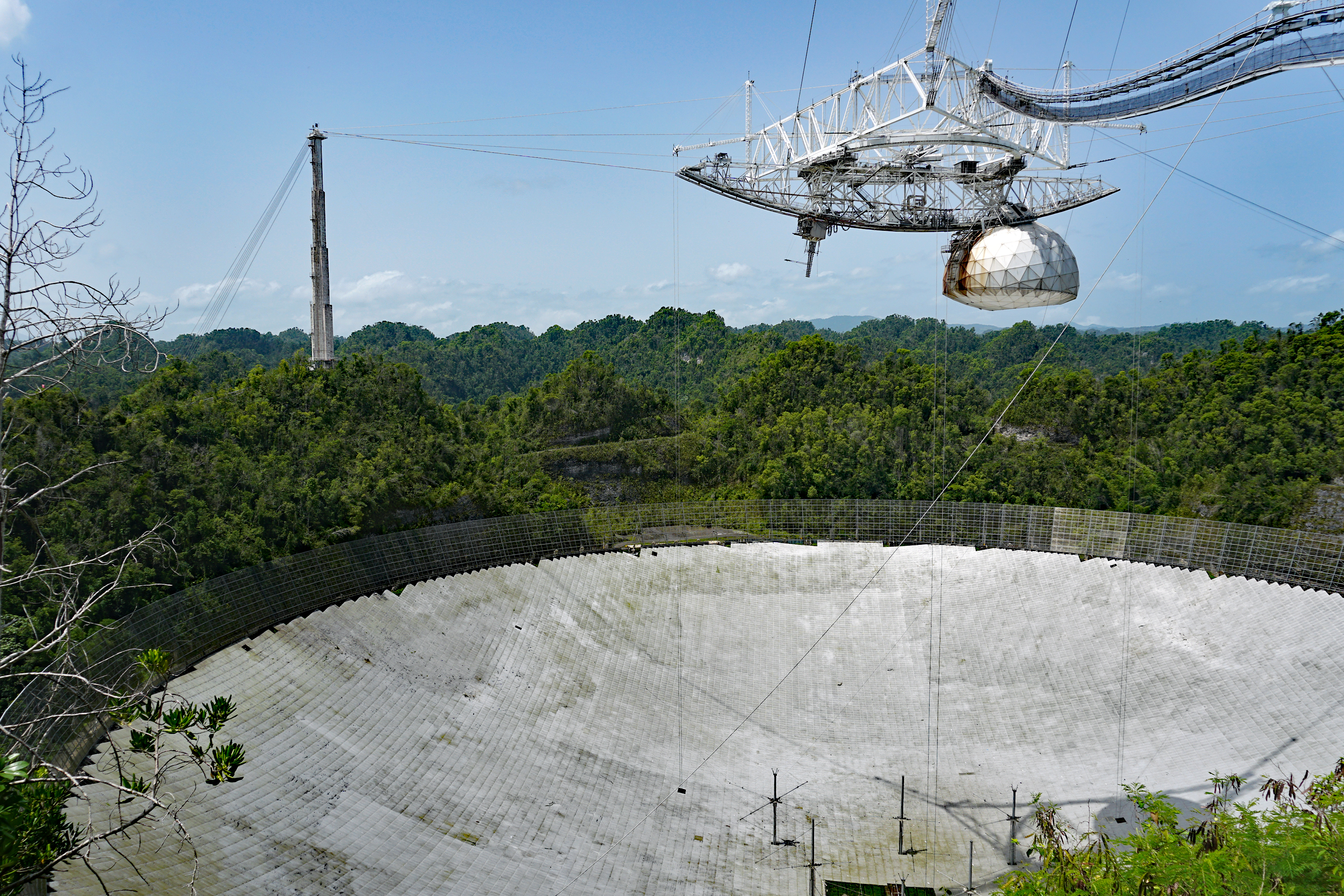
アレシボ天文台

アレシボ天文台（アレシボてんもんだい、英語: Arecibo Observatory）は、プエルトリコのアレシボにある電波天文台。米国科学財団（NSF）との協力協定のもと、国立天文学電離層センターの一部として、SRIインターナショナル、宇宙研究大学連合、プエルトリコ・メトロポリタン大学により運営されている。1963年に完成した口径305メートルのアレシボ望遠鏡は、2016年に中国の500メートル球面電波望遠鏡（FAST）が完成するまで、単体では世界最大の電波望遠鏡であった。

## 概要

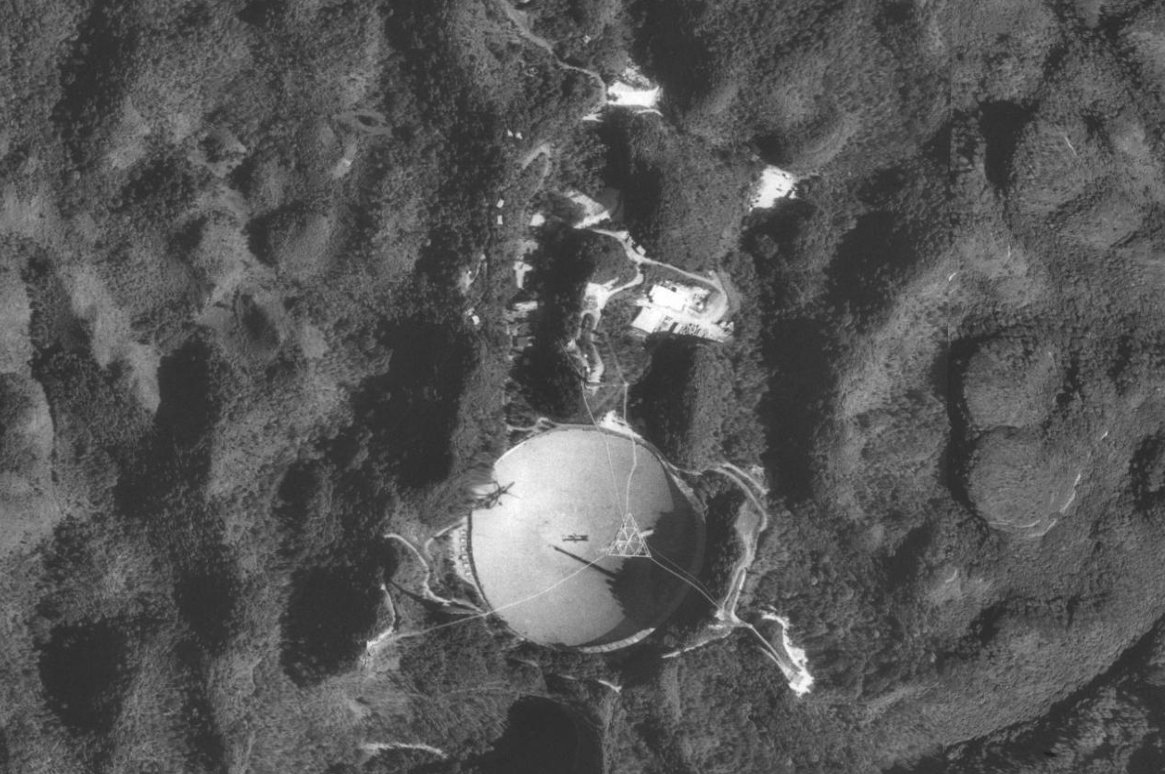
アレシボ天文台の航空写真

コーネル大学とアメリカ空軍の元で建設されている。直径305 mの球面反射面がカルスト地形の窪地を利用して造られ、3本のマストで高さ150 mに受信機が吊り下げられている固定式のアンテナである。レーダーとしても使用でき、小惑星などの観測にも利用され、地球へ衝突するかもしれない小惑星を追跡できる地球で唯一の天文台と言われていた。地球外知的生命体探査との関わりが深く、1974年にはM13ヘメッセージが送られた（アレシボ・メッセージ）。 SETI@home において、1999年から2020年3月末までアレシボ天文台で受信された電波データの解析が行われていた。

アレシボ・メッセージ

冷戦時代には、月面反射したソ連などからの電波を受信するのにも使われたことがある。

## 運営管理と維持費
2007年11月22日 Technobahn の記事によると、NSFは現状1050万ドルだった年間予算を来年から800万ドルに削減することを発表した。また同記事には2011年にてアレシボ天文台を閉鎖するとの記述があり、その主原因として観測設備（天文台）の拠点が地上から宇宙（ハッブル宇宙望遠鏡等）に移ったことが挙げられている。
2012年5月12日 SRIインターナショナルが中心となりアレシボ天文台を運営していくことが通達された。
2014年1月13日 プエルトリコで発生したM6.4の地震により受信機を吊り下げるケーブルに破損が生じ、観測できない状態になったが、地震発生より2ヶ月後の3月13日に完全な観測が可能な状態に戻った。
2017年4月 NSFが、年間800万ドルかかっている天文台への支出を200万ドルに削減する意向を示していると報道された。
2018年2月22日 セントラルフロリダ大学、メトロポリターナ大学、 Yang Enterprises, Inc. のコンソーシアムが運用管理を引き継ぎ、2015万ドルの資金により5年以上の運用を開始する予定だと発表した。また、設備の刷新などを行い運営の現代化が進められる予定であった。

### 望遠鏡の劣化と解体案発表直後に起きた崩壊
2020年8月10日午前2時45分（現地時間）、電波望遠鏡の副鏡の金属製フレームを支える補助のケーブルが突如断線、そのまま主鏡に向けて落下し、主鏡に30メートル強の裂け目が生じた。この事故により、補修が終わるまで天文台の運用が中止されることとなった。同年11月6日にメインケーブルが切れて再び破損が生じた。破損や経年劣化の状況から補修にかかる費用と安全面の問題が大きいと判断したNSFは、同年11月19日、望遠鏡を今後解体する予定で、麓の天文台自体はデータ解析等研究のため存続させると発表した。しかし、その発表の半月後である2020年12月1日午前7時54分頃（現地時間）、かろうじて残っていたメインケーブルの断線により吊り下げられていた900トンのプラットフォームが落下。主鏡を突き破った上、支柱の上部が大胆に折れ、望遠鏡は崩壊した。
運営の資金を提供しているアメリカ国立科学財団（NSF)は、2022年10月13日に305メートル電波望遠鏡は再建しないことを発表。理由は、エンジニアリング会社などに調査依頼をした結果、再建及び将来の運営にもリスクが生じること（土台となる地盤も、かなり痛んでいる）であった。
ただし、アレシボ天文台という施設の単位では、12メートル電波望遠鏡や気象観測に使われるLIDARなどの観測装置が残っており、そこへ教育施設を付加することで、天文台としての機能は残存する決定が行われた。

## アレシボ天文台でなされた発見
- 1964年4月7日にゴードン・ペッティンギル（英語版）のチームが水星の自転周期が59日であることを発見した。それまで水星の公転周期と同じ88日だと考えられていた。
- 1968年のリチャード・ラブラス（英語版）たちによるかにパルサーの天体周期（33 ms）の発見は、宇宙に中性子星が存在する最初の確固とした証拠を提供した。
- 1974年 ラッセル・ハルスとジョゼフ・テイラーが最初の連星パルサーPSR B1913+16を発見。
- 1989年8月 直径1.8 kmの小惑星（4769）カスタリアを直接観測に成功。
- 1992年 ポーランドの天文学者アレクサンデル・ヴォルシュチャンがパルサーPSR B1257+12を公転している初の太陽系外惑星を発見した。